# Petromyscus collinus
Petromyscus collinus é uma espécie de roedor da família Nesomyidae.
Pode ser encontrada na Angola, Namíbia e África do Sul.
Os seus habitats naturais são: matagal árido tropical ou subtropical.